# 法兰西岛有轨电车10号线
法兰西岛有轨电车10号线（法語：Ligne 10 du tramway d'Île-de-France）（通常简称为T10，旧称Antony-Clamart或TAC）是法兰西岛有轨电车线路之一，目前处于建设阶段。线路全长约8.2公里，设有 14 个车站，连接法兰西岛大区快铁B线贝尔尼十字架站和巴黎西南部郊克拉马。该线路将于2023年年中开放13个车站，最后一段通往克拉马的车站将于晚些时候开放。预计整条线路都将无障碍通行，所有车站都配备了供行动不便人士和婴儿车使用的坡道。车站配备有显示等候时间的信息面板、自动售票机和视频监控系统。电车预计将全部电动化，配备空调和USB充电站，每节车厢有70个座位，最多可搭载300人。